# ده‌مارنه
ده‌مارنه (به هلندی: De Marne) یک شهرستان در هلند است که در خرونینگن واقع شده‌است. ده‌مارنه ۱ متر بالاتر از سطح دریا واقع شده‌است.